# Tournée de l'équipe de France de rugby à XIII en 1994
La tournée de l'équipe de France de rugby à XIII en 1994 est la huitième tournée d'une équipe de rugby à XIII représentant la France en hémisphère sud, la dernière étant en 1991. Elle se déroule en Australie, Papouasie-Nouvelle-Guinée et Fidji.

## Résultats des test-matchs
Le tableau suivant récapitule les résultats de l'équipe de France contre les équipes nationales. 
| No | Date           | Lieu                                             | Match                              | Score   | Compétition |
| -- | -------------- | ------------------------------------------------ | ---------------------------------- | ------- | ----------- |
| 1  | 26 juin 1994   | PNG Football Stadium - Papouasie-Nouvelle-Guinée | Papouasie-Nouvelle-Guinée – France | 29 – 22 | test match  |
| 2  | 6 juillet 1994 | Parramatta Stadium - Australie                   | Australie – France                 | 58 – 0  | test match  |
| 3  | 9 juillet 1994 | ANZ Stadium - Fidji                              | Fidji – France                     | 20 – 12 | test match  |

## Groupe de la tournée
Certains joueurs appelés déclinent la sélection : Frédéric Teixido pour raisons professionnelles, Pascal Fages pour raisons personnelles, Pascal Jampy et Lilian Hébert pour blessures, Daniel Divet et Didier Cabestany sont forfaits. Le manager de la sélection est Charles Zalduendo et l'entraîneur Jean-Christophe Vergeynst.
| Joueur               | Date de naissance | Club                      |
| Patrick Accroue      |                   | Avignon                   |
| Théo Anast           | 9 janvier 1966    | Saint-Gaudens             |
| Ezzedine Attia       | 8 janvier 1968    | Carpentras                |
| Cyril Baudouin       | 3 janvier 1975    | Carpentras                |
| Pascal Bomati        | 13 octobre 1973   | XIII Catalan              |
| Serge Brioux         |                   | Carcassonne               |
| Pierre Chamorin      | 2 juillet 1970    | Saint-Estève              |
| Alexandre Couttet    | 21 avril 1971     | Carcassonne               |
| David Despin         | 9 mars 1975       | Villeneuve-sur-Lot        |
| Patrick Entat        | 18 septembre 1964 | Avignon                   |
| Franck Esponda       |                   | Saint-Estève              |
| David Fraisse        | 20 décembre 1968  | Sheffield                 |
| Jean Frison          | 22 décembre 1965  | Villefranche-sur-Rouergue |
| Jean-Marc Garcia     | 22 avril 1971     | Saint-Estève              |
| Jean-Charles Giorgi  | 25 janvier 1970   | Cannes                    |
| Christophe Grandjean | 28 mai 1970       | Lézignan                  |
| Georges Grandjean    | 24 juillet 1967   | Lézignan                  |
| Bernard Llong        | 13 avril 1967     | XIII Catalan              |
| Moussa Loukili       |                   | Lézignan                  |
| Frantz Martial       |                   | Saint-Estève              |
| Christophe Martinez  |                   | Saint-Gaudens             |
| Claude Sirvent       | 6 février 1971    | Saint-Gaudens             |
| Vincent Tena         |                   | XIII Catalan              |
| Patrick Torreilles   | 26 septembre 1969 | Pia                       |
| Thierry Valero       | 10 juin 1966      | Lézignan                  |
| Jean-Marc Vincent    |                   | Saint-Gaudens             |